# Microcanuella bisetosa
Microcanuella bisetosa is een eenoogkreeftjessoort uit de familie van de Canuellidae. De wetenschappelijke naam van de soort is voor het eerst geldig gepubliceerd in 1994 door Mielke.